# Roger Peyrefitte
Roger Peyrefitte, född 17 augusti 1907 i Castres, död 5 november 2000 i Paris, var en fransk diplomat och kontroversiell författare, vars böcker ofta vållade konflikter med romersk-katolska kyrkan och med personer som Marlene Dietrich, Françoise Sagan, André Gide och Henry de Montherlant. Avskedad från sin diplomattjänst 1945 efter misstankar om samarbete med tyskarna under andra världskriget; rehabiliterad 1962.
Peyrefitte skrev om homosexuella erfarenheter från internatskola i boken Les amitiés particulières, 1943), vilken gav honom den litterära utmärkelsen Prix Renaudot 1945. Han attackerade Vatikanen i Les Clefs de Saint-Pierre, 1955), och avslöjade yrkeshemligheter från diplomatins värld i Les ambassades, 1951). Många av hans böcker hade en klart pederastisk underton. 1973 översatte han det antika pederastiska verket "Den pojkaktiga musan" (La Muse garçonnière) från grekiskan.
1964, under filminspelningen av Les amitiés particulières mötte Peyrefitte den då 14-årige franske aristokratsonen Alain-Philippe Malagnac d'Argens de Villèle. Peyrefitte beskriver förhållandet i Notre amour (1967) och L'Enfant de cœur (1978). 1979 gifte sig Malagnac med den påstått transsexuella franska sångerskan Amanda Lear.